# Mercedes-Benz W 152
Mercedes-Benz W 152 (Typ G5) — автомобіль підвищеної прохідності компанії Daimler-Benz, що випускався у військовій і цивільній модифікаціях у 1938-1941 роках. Був подальшим розвитком моделі Mercedes-Benz W 139 (Typ 170 VL).

## Історія

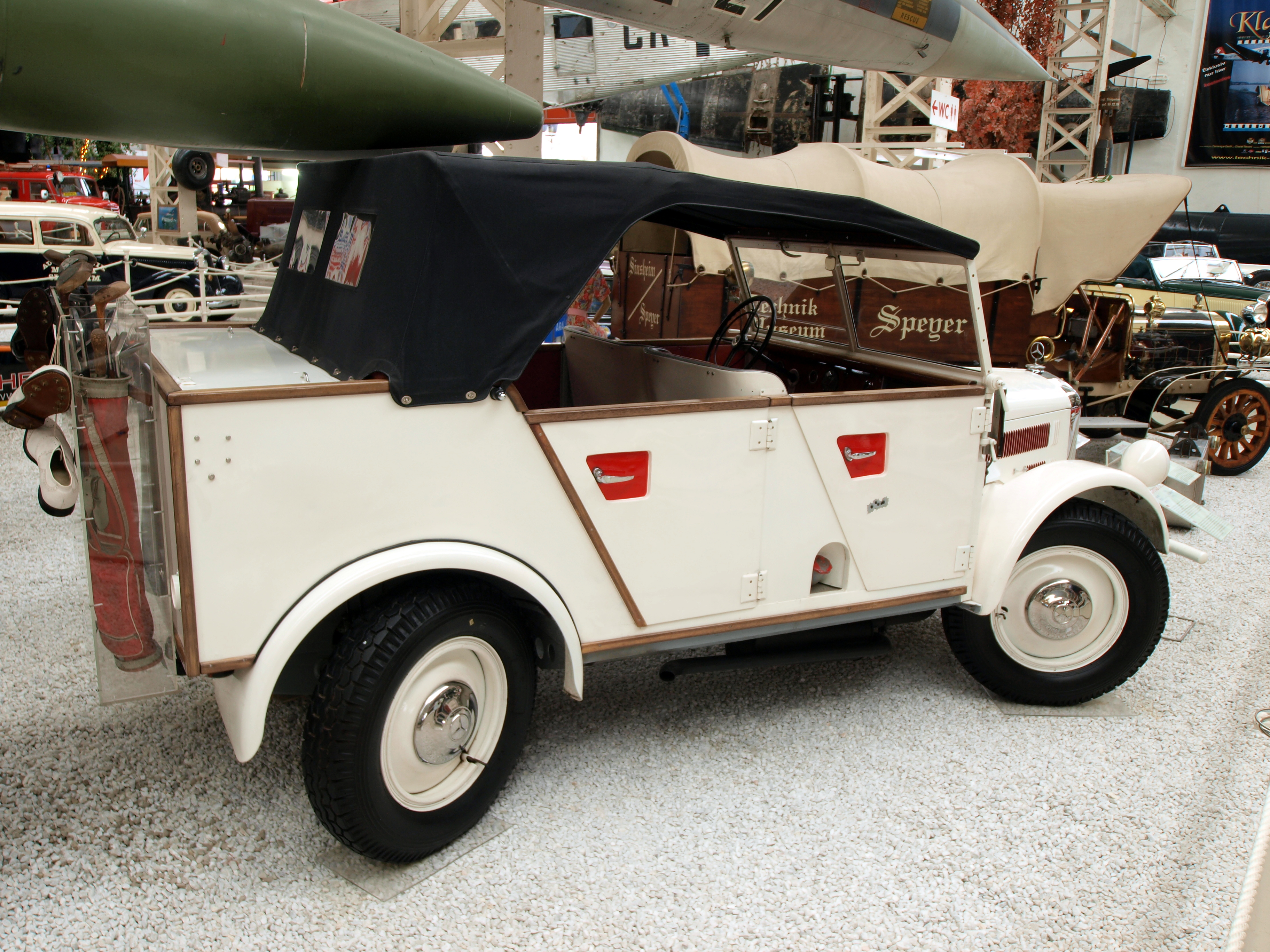
Mercedes Benz G5

На модель встановили нижньоклапанний 4-циліндровий рядний мотор з Mercedes-Benz W149 об'ємом 2006 см³ потужністю 45 к.с. при 3700 об/хв. 5-ступенева несинхронізована коробка передач передавала зусилля на передню і задню осі. На осях встаноновили диференціали з збільшеним внутрішнім спротивом і карданні вали. Керування усіма колесами запозичили з Typ 170 VL, хоча керування задньою віссю могли відключати. Ззаду були застосовані підресорені напівосі. Усі колеса отримали гідравлічний привід гальм.
Машина розвивала на шосе 85 км/год, з керуванням усіма колесами 30 км/год. При вазі пасажирів 600 кг могла перевозити 270 кг вантажу замість 500 кг у попередніх моделей. Тому вона не викликала зацікавлення у військових. Через це компанія презентувала її у жовтні 1938 на Лондонському автошоу з кузовом з 4 дверима для застосування поліцією, колоніальними урядовцями, мисливцями. Було виготовлено 378 машин переважно на експорт.